# Afgooye
Afgooye (som. Afgooye; ar. أفجويى; wł. Afgoi) – miasto w południowej Somalii, siedziba władz dystryktu Afgooye, położone nad rzeką Uebi Szebelie. Zamieszkane przez 86 414 mieszkańców (wg danych z 2022 roku). Miasto położone jest około 25 kilometrów od stolicy kraju, Mogadiszu i jest ważnym punktem strategicznym, ze względu na umiejscowienie na skrzyżowaniu najważniejszych dróg kraju.